# Viticultură

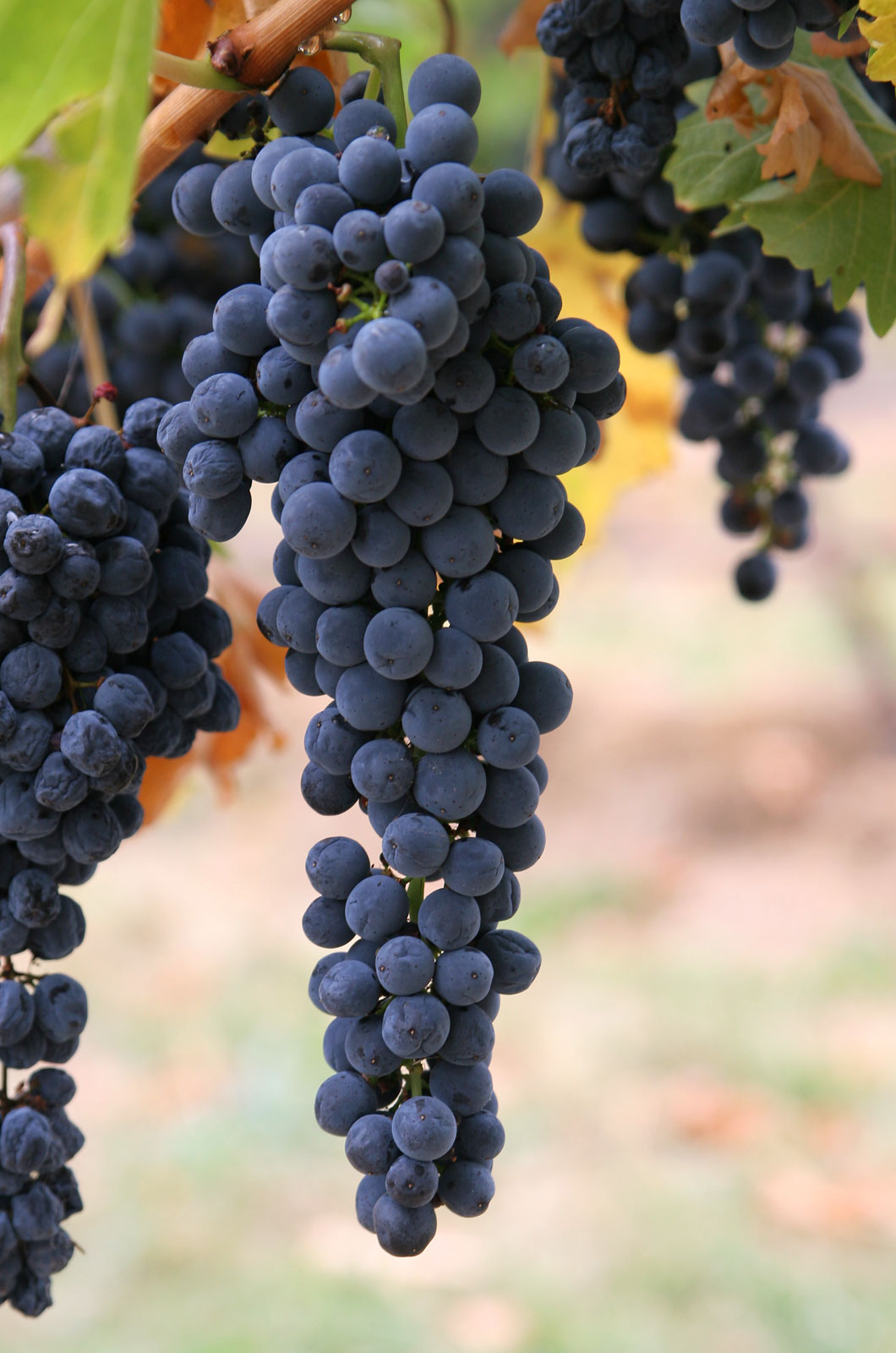
Strugure de vin

Viticultura este știința care studiază particularitățile agrobiologice ale viței de vie, în vederea satisfacerii lor, prin elaborarea și perfecționarea continuă a tehnologiilor de cultură, în scopul obținerii de recolte mari, relativ constante, de calitate superuioară și eficiente în același timp. Aceasta se ocupă de cultivarea viței de vie pentru obținerea strugurilor. Denumirea de viticultură provine din limba latină ("vitis" - viță de vie; "cultura" - cultivare, îngrijire).
Strugurii se folosesc în stare proaspătă pentru producerea:
- Vinurilor
- Spumantelor
- Divinurilor
- Alte produse alcoolice
- Producerea stafidelor
- Industria alimentară

Bobițele de struguri conțin până la 35% glucide (glucoză, fructoză), vitaminele A,C,P,PP,B1,B2,B6; 11 acizi organici (acid dartric, acid malic, acid fosforic, acid malic, ș.a.); 24 microelemente (Mn, Zn, I, Ti, etc.); multe săruri minerale (K – 235 mg %, Ca, Na, P2O5, ș.a.).
Viticultura are o importanță deosebită având în considerare că vița de vie poate fi cultivată pe pante, soluri nisipoase, adică pe locuri puțin utile pentru culturile agricole.
S-a calculat că eficiența economică a viticulturii pe glob este mai înaltă decât a culturilor agricole de câmp de 10 ori.

## Viticultura în Republica Moldova
Conform Legii Viei și Vinului patrimoniul viticol este constituit din:
- plantații  viticole pentru struguri, care, după vârstă, se disting în: 
  - plantații tinere (1-3 ani);
  - plantații ce intră pe rod (anul 4);
  - plantații pe rod (începînd cu anul 5 după plantare);
- plantații portaltoi și plantații altoi, complexe de altoit, școli de  vițe cu  asolamentul respectiv;
- terenuri rezultate  în  urma  defrișării  plantațiilor  viticole pe o perioadă de repaus pînă la replantare și terenuri aflate în perioada de pregătire pentru plantare;
- alte terenuri din arealul vitivinicol care pot completa ori consolida plantațiile viticole existente.